# 예스타 에크만

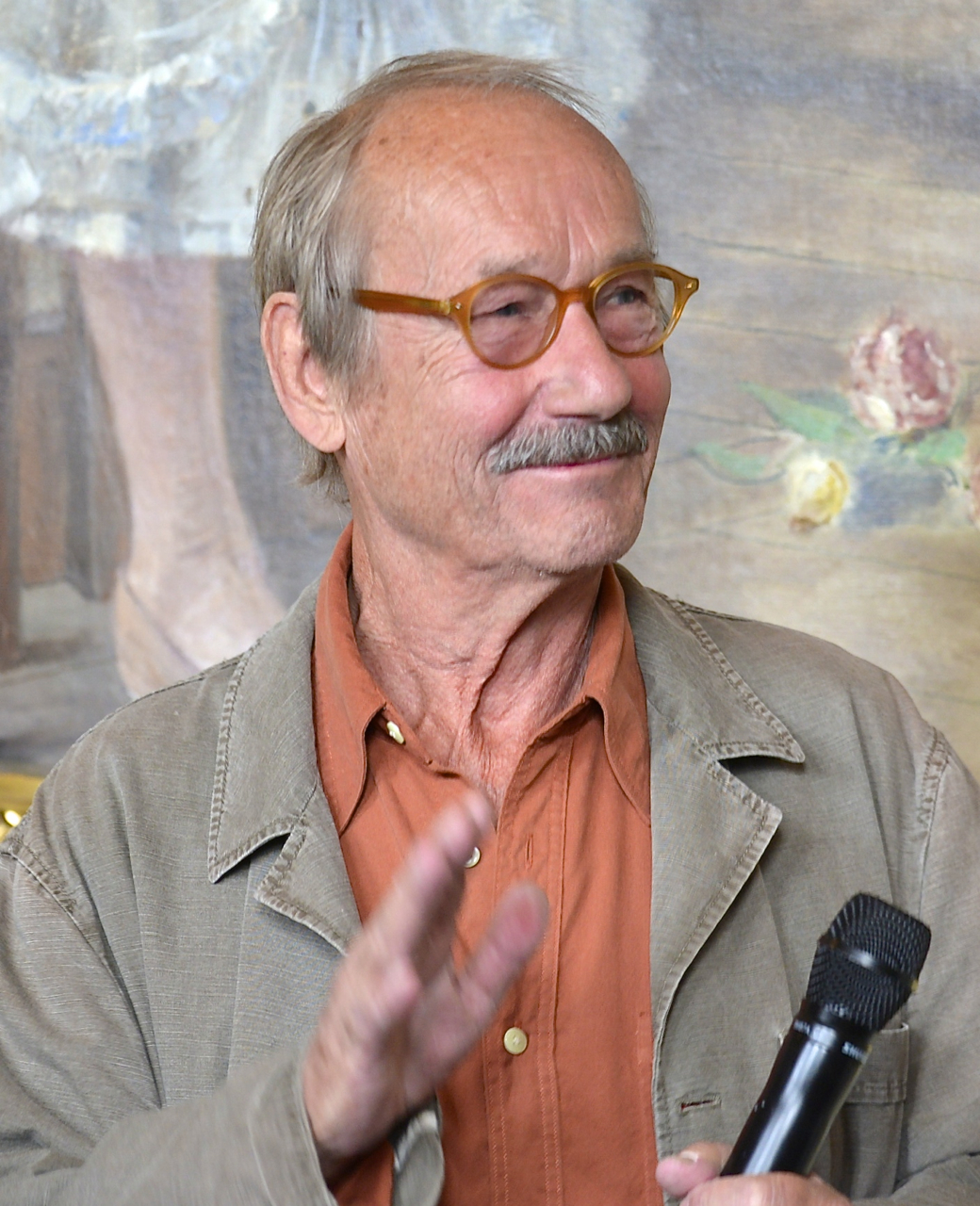

한스 예스타 구스타프 에크만(스웨덴어: Hans Gösta Gustaf Ekman, 1939년 7월 28일 ~ 2017년 4월 1일)은 스웨덴의 배우, 영화 감독이다.
스톡홀름에서 나고 죽었다.

## 영화
- 일루시브 트랙스 (2003년)
- 쉬트 해픈스 (2000년)
- 고모론 (1992년) - 게스트 역
- 언더그라운드 시크릿 (1991년) - 카슨 역
- 실험실의 살인 (1989년)
- 천사의 분노, 복수의 천사들 (1982년)
- 피카소의 모험 (1978년)
- 릴리즈 더 프리즈너스 투 스프링 (1975년)
- 고독한 여심 (1975년) - 미카엘 역
- 담배 끊은 남자 (1972년)
- 사과 전쟁 (1971년)
- 스페이더, 마담! (1969년)
- 아웃 오브 언 올드 맨스 헤드 (1968년)
- 도킹 더 보트 (1965년)
- 스웨디시 포트레이츠 (1964년)
- 산딸기 (1957년)